# Памфлет
Памфле́т (от англ. pamphlet — «брошюра, буклет») — разновидность художественно-публицистического произведения, вид политической литературы, брошюра или статья, выражающая мнение составителя-памфлетиста.

## История
Термин «памфлет» произошёл от названия комедии XII века Памфилус, или о любви (имя собственное Памфилус — от др.-греч. Πάμφιλος (πᾶν, παντός — «всё», «всякий» и филия).
В европейском позднем средневековье, в период охоты на ведьм, получили распространение антиведовские памфлеты.